# Organización municipal de la provincia de Santiago del Estero
En la provincia de Santiago del Estero en Argentina el régimen municipal es ejercido por gobiernos locales denominados municipios. Existen también gobiernos locales que no tienen esa categoría y son llamados comisiones municipales.

## Los municipios en la Constitución de la Nación Argentina
La organización municipal estuvo contemplada en la Constitución de la Nación Argentina desde su primera promulgación el 1 de mayo de 1853, expresando en su artículo 5 que cada provincia debía dictar una constitución que asegurara su régimen municipal. Sin embargo, no estaba claro si los municipios debían ser autónomos o autárquicos hasta la sentencia del 21 de marzo de 1989 de la Corte Suprema de Justicia de la Nación Argentina (Caso Rivademar), que interpretó que los municipios eran constitucionalmente autónomos.
Esta sentencia fue contemplada en la reforma de la Constitución de la Nación Argentina según el texto sancionado el 22 de agosto de 1994:

Art. 123. Cada provincia dicta su propia Constitución, conforme a lo dispuesto por el Art. 5 asegurando la autonomía municipal y reglando su alcance y contenido en el orden institucional, político, administrativo, económico y financiero.

## Los municipios y comisiones municipales en la Constitución de la Provincia de Santiago del Estero
La autonomía municipal está consagrada en el capítulo I - Autonomía y categoría de municipios de la Constitución de la Provincia de Santiago del Estero reformada el 26 de noviembre de 2005:

Art. 136. Atribuciones. Corresponde al Poder Legislativo: (...) 10. Fijar divisiones territoriales para el funcionamiento de la administración, reglando las formas de descentralizar la misma; crear centros urbanos y dictar la Ley Orgánica de las municipalidades en los casos que corresponda.

Art. 204. Autonomía municipal. Esta Constitución reconoce al municipio como una entidad jurídico política autónoma y como una comunidad natural, con vida propia e intereses específicos, independiente de todo otro poder en el ejercicio de sus atribuciones y funciones, de acuerdo con los principios establecidos en esta Constitución.

Art. 205. Organización. El régimen municipal será organizado teniendo en cuenta el número de habitantes de cada población o su desarrollo y posibilidades económico financieras.

Art. 206. Categorías. Habrá tres categorías de municipios. Serán de primera categoría, los municipios que cuenten con una población que supere los veinte mil habitantes; de segunda categoría, los que tengan más de diez mil habitantes y de tercera categoría, los que cuenten con más de dos mil habitantes.
La categorización de cada municipio será dispuesta por una ley especial teniendo en cuenta los parámetros establecidos en el artículo anterior.

La forma de gobierno municipal se describe en el capítulo II - Gobierno Municipal:

Art. 207. Gobierno. La organización del gobierno municipal se sujetará a las siguientes bases:

1. Los municipios de primera deberán dictar su carta orgánica que será sancionada por una convención convocada por el Departamento Ejecutivo, en virtud de ordenanza sancionada al efecto. La Convención Municipal será integrada por un número de miembros igual al del Concejo Deliberante, elegidos directamente por el electorado mediante el sistema proporcional.

2. En los municipios de primera, de segunda y de tercera categoría el gobierno será ejercido por un Departamento Ejecutivo y un Concejo Deliberante.

3. En los municipios de segunda y tercera categoría, el Concejo Deliberante estará compuesto de la siguiente forma: hasta nueve concejales en los municipios de segunda y hasta seis concejales en los de tercera.

Art. 212. Tribunal de Cuentas Municipal. Los municipios de primera categoría deberán crear un Tribunal de Cuentas dentro de su jurisdicción.
Las cartas orgánicas establecerán la forma de su integración, las calidades de sus miembros y la duración de sus mandatos.

Art. 213. Comisionados municipales. El gobierno de las localidades o núcleos urbanos de hasta dos mil habitantes será ejercido por un comisionado municipal elegido directamente por los electores de sus jurisdicciones a simple pluralidad de sufragios.
Durarán cuatro años en el ejercicio de sus funciones (...)

Disposiciones complementarias:

Quinta. Las categorías reconocidas a los municipios al momento de la sanción de esta reforma, serán respetadas en todos los casos.

La reforma constitucional de 2005 eliminó la cláusula que especificaba que los municipios de primera categoría debían tener 12 concejales.

### Alcance de la autonomía institucional
La Constitución de la Provincia de Santiago del Estero establece que los municipios de primera categoría (los que superen los 20 000 habitantes) pueden obtener la autonomía institucional mediante la sanción de una carta orgánica. La constitución establece que los municipios con carta orgánica deben tener un gobierno de elección popular compuesto por un departamento ejecutivo a cargo de un intendente, y de un concejo deliberante. Este último debe estar integrado por un número de concejales determinado por cada carta orgánica. Los municipios con carta orgánica deben crear un tribunal de cuentas municipal.

## LeyOrgánica de Municipiosn.º5590
La ley Orgánica de Municipios n.º 5590, sancionada el 24 de marzo de 1987 y modificada cuatro veces (la última vez en 2001), regula a los municipios sin carta orgánica de la provincia.

Art. 1. Considérase Municipio a los fines de la presente Ley la entidad jurídica-política y la comunidad natural con vida propia e intereses específicos. Es independiente de todo otro poder en el ejercicio de sus atribuciones y funciones.

Art. 2. Serán Municipios de segunda categoría ciudades de Quimilí; Fernández; Loreto; Clodomira; Monte Quemado y los que cuentan con nueve mil habitantes y de tercera categoría los de dos mil habitantes.

Art. 3. Los gobiernos municipales de segunda y tercera categoría son independientes de todo otro poder en el ejercicio de sus funciones y se compondrán de un Departamento Ejecutivo a cargo de un Intendente y otro Deliberante, desempeñado por un Concejo, elegido directamente por el pueblo.

Art. 4. Las poblaciones de más de mil habitantes estarán regidas por una Comisión Municipal integrada por un comisionado y un Consejo de Vecinos compuesto de tres miembros, elegidos todos ellos por el pueblo a simple pluralidad de sufragios, con las facultades y obligaciones establecidas en la presente Ley.

Art. 5. Los gobiernos municipales de los centros urbanos de hasta mil habitantes serán ejercidos por un Comisionado Municipal electo por el pueblo a simple pluralidad de sufragios con los requisitos, facultades y obligaciones establecidos en la presente Ley.

Art. 6. Todo pueblo en forma de centro urbano que en un radio de cinco kilómetros a partir de la sede municipal albergue una radicación de más de dos mil habitantes, ser incorporado al régimen de la presente Ley en lo referente a municipios, mientras que a los pueblos o localidades de dos mil habitantes y menos les serán aplicables las normas referidas a Comisiones Municipales y/o Comisionado Municipal, contenidas en la presente Ley.

Art. 50. Los Concejos Deliberantes estarán compuestos conforme lo determina el Artículo 220º [207 desde la reforma constitucional de 2005] Inc. 2º de la Constitución Provincial.

## Comisiones municipales

### Ley deFuncionamiento de las comisiones municipalesn.º 6706
Para adecuar las comisiones municipales a lo dispuesto en la reforma constitucional de 2005 y dado que la ley Orgánica de Municipios n.º 5590 no fue actualizada respecto de la disposición constitucional que dispone que las comisiones municipales solo estén integradas por un comisionado municipal electo y ya no por un concejo de vecinos, el 16 de febrero de 2005 fue sancionada y promulgada por el interventor federal de la provincia la ley de Funcionamiento de las comisiones municipales n.º 6706 para regir a las comisiones municipales:

Art. 1. Las Comisiones Municipales se organizarán y funcionarán en un todo de acuerdo con la Constitución, el presente Estatuto y el reglamento interno que cada una de ellas dicte.
Tendrán las mismas atribuciones que los Municipios de Tercera Categoría, y en todo lo no previsto en este Estatuto se regirán supletoriamente por la Ley de Municipalidades.

Art. 2. Las Comisiones Municipales serán administradas por un Comisionado Municipal, el que será asistido por un Secretario (...)

### Ley n.º 7048, categorización de las comisiones municipales
La ley n.º 6714 sancionada el 25 de febrero de 2005 especificó las localidades y núcleos urbanos que declaró como comisiones municipales. 
La ley de Presupuestos de gastos y cálculo de recursos de la administración provincial n.º 7048 sancionada el 7 de diciembre de 2011 creó las comisiones municipales categoría B.

Art. 30. Créanse las Comisiones Municipales Categoría "B", que reemplazarán a partir de la sanción de la presente a las Comisiones Rurales de Fomento constituidas en el marco del Decreto-Acuerdo Nº 649/2005.

Art. 31. Las localidades de hasta 1.000 habitantes estarán regidas por Comisiones Municipales Categoría "B" cuyo gobierno y administración será ejercido por un Comisionado elegido por el voto directo del electorado de su respectiva jurisdicción a simple pluralidad de sufragios. El mandato durará cuatro (4) años (...)

Art. 35. El Poder Ejecutivo establecerá la creación de las Comisiones Municipales Categoría "B" cuando por las características de la localidad le sea aplicable lo dispuesto por la presente.

## Miscelánea
Los municipios santiagueños se extienden por un solo departamento, excepto los casos de las comunas de El Charco y Gramilla que perteneciendo al departamento Jiménez, tienen parte de su territorio en los departamentos Río Hondo y Banda respectivamente. No toda la superficie provincial se encuentra bajo el ejido de algún municipio, quedando en 2001 un 30% de la población santiagueña fuera del alcance de los municipios. 